# Неонова плоть
Неонова плоть (ісп. Carne de neón) - комедійно-драматичний фільм іспанського режисера і сценариста Пако Кабесас, в основу якого лягла однойменна короткометражка 2005 року. Вперше показаний на кінофестивалі в Ситжесі в 2010 році. Прем'єра «Неонова плоть» відбулася 21 січня 2011 року в Іспанії.

## Зміст
Мати Рікі була повією і потрапила за ґрати. Батька він не знав з народження. Все його життя пройшло на дні серед гірших покидьків суспільства. Не досягнувши і двадцяти п'яти, він вирішує відкрити свій бордель і передати його під керівництво матері, термін якої добігає кінця. Але пробудити в жінці симпатію і материнські почуття виявляється нелегко.

## Ролі
| Актор               | Роль       |
| ------------------- | ---------- |
| Маріо Касас         | Рікі       |
| Анхела Моліна       | Пура       |
| Лусіано Касерес     | Ель-Ніньйо |
| Даріо Грандінетті   | Чіно       |
| Дамасо Конде        | Принцеса   |
| Бланка Суарес       | Вероніка   |
| Макарена Гомес      | Каніха     |
| Антоніо де ла Торре | Сантос     |

## Знімальна група
- Режисер — Пако Кабесас
- Сценарист — Пако Кабесас
- Продюсер — Хуан Гордон